# N438 (België)
De N438 is een gewestweg in België bij Melle tussen de N9 en de kruising met de Wellingstraat aan de noordzijde van de rivier de Schelde.
De weg heeft een lengte van ongeveer 750 meter. De gehele weg bestaat uit twee rijstroken voor beide rijrichtingen samen.